# Sema (fiume)
Il Sema (in russo  Сема?; in lingua altaica Себи, Sebi) è un fiume della Siberia meridionale; è uno degli affluenti di sinistra del Katun'. Scorre nei rajon  Šebalinskij e Ongudajskij della Repubblica dell'Altaj, in Russia.

## Geografia
La lunghezza del Sema è di 88 km, il suo bacino è di 1 960 km². Il fiume scende dal passo Seminskij (Семинский перевал) dove la strada R256 detta "Čujskij trakt" attraversa la cresta dei monti Seminskij (Семинский хребет), negli Altaj occidentali. Il fiume scende in direzione nord e la R-256 segue tutto il suo corso. 
Il Sema attraversa i villaggi di Šebalino, Čerga, Kamlak (dove la sua portata media annua è di 11,63 m³/s) e, vicino a Ust'-Sema, si immette nel Katun', 162 km prima che questo si unisca alla Bija dando origine all'Ob'.